# Obediência maçônica
Obediências (sejam do Grande Oriente ou Grande Loja) são entidades autónomas, regulares e soberanas que congregam as "Lojas Simbólicas", que são as células ou organizações base em que trabalham os maçons reunidos. Há Obediências que congregam os Altos Graus. É certo, porém, que as Lojas que funcionam nos chamados Altos Graus na sua quase totalidade são congregadas por entidades autónomas e independentes das Obediências Maçónicas.
O nome Obediência Maçónica deriva do pressuposto que um conjunto de Irmãos e Irmãs (quando admitida a sua participação por alguma Obediência) em Loja está sob jurisdição consentida de uma entidade que detém poder de coordenação sobre estes e a sua Loja.
Mas que fique ciente que a mesma jurisdição é consentida e que os Maçons (nomeadamente os Mestres Maçons) são pedreiros-livres e como se costuma dizer "Maçons livres em Loja Livre".
Por isso quando deixa de haver uma identificação de princípios e valores entre os Mestres Maçons ou a Loja (como conjunto de irmãos e irmãs) e uma "Obediência" estes e a Loja são livres de se mudar para outra Obediência ou até formarem projectos de novas Obediências.

## Distinção nominal
Normalmente utiliza-se a expressão de Obediência Maçónica por razões de conforto mas existem diferenças substanciais entre os conceitos já referidos.
A distinção nominal entre Obediências, Grande Oriente Independente ou Grandes Lojas é pacífica:
As Obediências normalmente designadas de Grande Oriente são Federações de Lojas ou de Ritos não havendo a imposição de um Rito ou de órgão dominante de reconhecimento e condução.
Apesar de não haver a imposição de um Rito específico, há necessidade de que o Rito seja reconhecido pelo Grande Oriente. Assim, a  Loja Simbólica federada ao Grande Oriente escolhe, livremente, o Rito que pretende praticar, de entre os que a sua Obediência haja reconhecido. Outra peculiaridade de alguns Grande Orientes, é a existência de uma estrutura de poder parecida com aquela existente no "mundo profano".
Por exemplo, o Grande Oriente do Brasil constitui-se em três Poderes: Executivo (Grão Mestre), Legislativo (Assembleia Federal, reunida em Grande Loja), e Judiciário (juízes eleitorais e "júris de família").
Nas Grandes Lojas existe normalmente uma unicidade nos Ritos (ou seja só detém um Rito) e quando isso não acontece (por exemplo nas Grandes Lojas do Continente Americano) existe um órgão dominante que reconhece as Lojas e que as autoriza a funcionar.
Note-se que, genericamente, em todas as Grandes Lojas, a autoridade destas estende-se apenas aos três primeiros graus. Os Altos Graus são administrados por Supremos Conselhos, independentes daquelas, constituindo-se Potências autônomas, embora em estreito relacionamento com as Grandes Lojas, inclusive através de Tratados de Mútuo Reconhecimento.
Podemos referir que numa Grande Loja não há lugar a Lojas ou Ritos sem a autorização devida enquanto nos Grandes Orientes isso pode ocorrer embora se ponha mais ênfase na decisão centralizada das decisões.
As Ordens são um misto das duas, normalmente autodesignam-se assim pois não têm nem um pendor de Obediência nem de Grande Loja. Raramente uma organização maçónica multinacional (que tem sob a sua égide lojas em vários países) será designada por outro designativo que não Ordem, será essa seguramente a característica mais distintiva de uma Ordem a sua Multinacionalidade ou Internacionalidade, embora haja excepções.